# Nanker Phelge
Nanker Phelge – jest to pseudonim autorski, którym w latach 1963–1965 posługiwał się zespół The Rolling Stones. 
Ukrywała się pod nim spółka autorska – Mick Jagger, Brian Jones, Keith Richards, Charlie Watts, Bill Wyman. Pseudonimem tym opatrzone zostało 14 utworów: "Stoned" (1963), "Little by Little" (1964), "Andrew's Blues" (1964), "And Mr Spector and Mr Pitney Came Too" (1964), "Now I've Got a Witness" (1964), "Stewed and Keefed (Brian's Blues)" (1964), "2120 South Michigan Avenue" (1964), "Empty Heart" (1964), "Play with Fire" (1965), "The Under Assistant West Coast Promotion Man" (1965), "I'm All Right" (1965), "Aftermath" (1965), "Godzi"(bootleg BMI) i "We Want the Stones" (1965). 
Ostatecznie na początku roku 1965 za sprawą menedżera zespołu Andrew Loog Oldhama zaniechano używania tego pseudonimu. Powodem było kreowanie przez niego dominacji spółki autorskiej Jagger/Richards.